# 戸川一郎
戸川 一郎（とがわ いちろう、1935年4月2日 - 2018年10月15日）は、山口県出身の元プロ野球選手。ポジションは投手。

## 来歴・人物
柳井高校ではエースとして活躍。1952年秋季中国大会決勝で米子西高を破り優勝。翌1953年春の選抜に出場、2回戦（初戦）で育英高を降す。準々決勝に進み伏見高の太田武と投げ合うが延長11回サヨナラ負け。同年夏の甲子園県予選は準決勝で下関東高に敗退し、西中国大会には進めなかった。
1954年に南海ホークスへ入団。1年目は26試合に登板し、8勝3敗とまずまずの好成績を記録。翌1955年は44試合に登板し、12勝5敗の成績で初の2桁勝利を記録。同年の読売ジャイアンツとの日本シリーズでは3試合に登板。第3戦では5回裏から宅和本司の後を受けて登板し、9回まで無失点に抑えシリーズ初勝利。第4戦も中村大成をリリーフし5回裏から登板、その後を1失点に抑え2試合連続で勝利投手となった。第7戦は先発投手が払底し、急遽戸川が先発するが5回表に1点を失って降板。三番手で登板した小畑正治が9回に打ち込まれて3点を失い、打線も先発の別所毅彦に4安打に抑え込まれて完封負け。戸川は負け投手となり、チームもシリーズ優勝を逃した。戸川は2勝1敗、防御率1.29とシリーズを通じての好投が評価され、シリーズ敢闘賞を受賞した。1956年は31試合に登板し、10勝4敗と2年連続で2桁勝利を記録。しかし、膝に水が溜まる故障があり、1957年は不振でわずか4試合しか登板できず未勝利に終わった。1958年は3勝を挙げるも、シーズンオフに自由契約となる。
1959年は東映フライヤーズでプレーするが、同年も4試合の登板に留まり、この年限りで引退。
引退後はプロゴルファーに転向し、1981年には京滋オープン、1999年には関西プログランドシニアで優勝。

## 選手としての特徴
体力がないので完投はあまりできなかったが、度胸があったことから救援投手として力を出した。

## 詳細情報

### 年度別投手成績
| 年 度     | 球 団     | 登 板 | 先 発 | 完 投 | 完 封 | 無 四 球 | 勝 利 | 敗 戦 | セ 丨 ブ | ホ 丨 ル ド | 勝 率 | 打 者 | 投 球 回 | 被 安 打 | 被 本 塁 打 | 与 四 球 | 敬 遠 | 与 死 球 | 奪 三 振 | 暴 投 | ボ 丨 ク | 失 点 | 自 責 点 | 防 御 率 | W H I P |
| --------- | --------- | ----- | ----- | ----- | ----- | -------- | ----- | ----- | -------- | ----------- | ----- | ----- | -------- | -------- | ----------- | -------- | ----- | -------- | -------- | ----- | -------- | ----- | -------- | -------- | ------- |
| 1954      | 南海      | 26    | 6     | 0     | 0     | 0        | 8     | 3     | --       | --          | .727  | 418   | 107.0    | 84       | 9           | 35       | --    | 0        | 47       | 2     | 0        | 32    | 25       | 2.10     | 1.11    |
| 1955      | 南海      | 44    | 4     | 0     | 0     | 0        | 12    | 5     | --       | --          | .706  | 540   | 132.1    | 117      | 5           | 38       | 4     | 3        | 88       | 2     | 0        | 42    | 35       | 2.37     | 1.17    |
| 1956      | 南海      | 31    | 2     | 1     | 0     | 1        | 10    | 4     | --       | --          | .714  | 396   | 104.1    | 74       | 6           | 26       | 3     | 1        | 46       | 1     | 0        | 30    | 24       | 2.06     | 0.96    |
| 1957      | 南海      | 4     | 0     | 0     | 0     | 0        | 0     | 0     | --       | --          | ----  | 47    | 11.0     | 12       | 3           | 7        | 0     | 0        | 8        | 1     | 0        | 7     | 5        | 4.09     | 1.73    |
| 1958      | 南海      | 16    | 0     | 0     | 0     | 0        | 3     | 2     | --       | --          | .600  | 167   | 43.0     | 34       | 2           | 9        | 0     | 1        | 23       | 0     | 0        | 15    | 8        | 1.67     | 1.00    |
| 1959      | 東映      | 4     | 0     | 0     | 0     | 0        | 0     | 0     | --       | --          | ----  | 15    | 3.2      | 4        | 1           | 0        | 0     | 0        | 4        | 0     | 0        | 1     | 1        | 2.25     | 1.09    |
| 通算：6年 | 通算：6年 | 125   | 12    | 1     | 0     | 1        | 33    | 14    | --       | --          | .702  | 1583  | 401.1    | 325      | 26          | 115      | 7     | 5        | 216      | 6     | 0        | 127   | 98       | 2.19     | 1.10    |

### 表彰
- 日本シリーズ敢闘賞：1回 （1955年）

### 背番号
- 36 （1954年 - 1958年）
- 27 （1959年）